# My Jolly Days
《My Jolly Days》是日本女性創作歌手奧井雅美的個人總計第5張單曲。1994年8月5日由STARCHILD（King Records）發行。

## 概要
表題曲「My Jolly Days」是1994年8月20日上映的電影動畫《GS美神》選用的片尾主題曲。規格是採8cmCD的方式發行。至於B面歌曲「BEATS the BAND」也在同名電影動畫作為劇中插入歌使用，值得一題的是，奧井在唱這首歌曲時的，是用英語獻唱，並且有在她的首張個人專輯《Gyuu》中收錄。
後來，2首歌曲都有收錄在1995年7月21日發行的同名動畫CD原聲帶《GS美神 Gorgeous Songs》裡。2005年1月26日，以精選專輯形式再發盤。

## 收錄歌曲
1. My Jolly Days [5:38]
  - 作詞：木本慶子，作曲：大平勉，編曲：Vink
  - 電影動畫《GS美神》片尾主題曲
2. BEATS the BAND [4:47]
  - 作詞：Mamie.D.Lee，作曲：池永慎，編曲：Vink
  - 電影動畫《GS美神》劇中插入歌
3. My Jolly Days (off vocal version)
4. BEATS the BAND (off vocal version)